# 恭六乡
恭六乡，是中华人民共和国黑龙江省绥化市望奎县下辖的一个乡镇级行政单位。

## 行政区划
恭六乡下辖以下地区：
恭六村、恭五村、宽六村、乾二村、乾三前村、乾三后村和信七村。